# Survivor: Cagayan
Survivor: Cagayan, también conocido como Survivor: Cagayan — Fuertes vs. Inteligentes vs. Bellos, fue la vigésima octava temporada del reality show estadounidense de supervivencia Survivor, transmitido por la cadena CBS. Se estrenó el 26 de febrero de 2014, con un episodio especial de dos horas, la temporada contó con dieciocho nuevos jugadores divididos en tres tribus de seis basados en fuertes, inteligentes y lindos.

## Equipo del programa
- Presentador: Jeff Probst lidera los desafíos grupales, individuales y los consejos tribales.

## Concursantes
El elenco estuvo compuesto por 18 nuevos jugadores, divididos en tres tribus: Aparri (Brawn), Luzon (Brains), y Solana (Beauty), que contiene seis miembros cada uno.
| Concursante                                          | Tribu Original | Tribu Mezclada       | Tribu Fusionada       | Resultado final                                |
| ---------------------------------------------------- | -------------- | -------------------- | --------------------- | ---------------------------------------------- |
| Tony Vlachos 39, Jersey City, New Jersey             | Aparri         | Solana               | Solarrion             | Único Sobreviviente                            |
| Yung "Woo" Hwang 29, Newport Beach, California       | Aparri         | Solana               | Solarrion             | 2.° Lugar                                      |
| Kassandra "Kass" McQuillen 41, Tehachapi, California | Luzon          | Aparri               | Solarrion             | 15.ta Eliminada 9.no Miembro del jurado Día 38 |
| Spencer Bledsoe 21, Chicago, Illinois                | Luzon          | Aparri               | Solarrion             | 14.to Eliminado 8.vo Miembro del jurado Día 37 |
| Trish Hegarty 48, Needham, Massachusetts             | Aparri         | Solana               | Solarrion             | 13.ra Eliminada 7.mo Miembro del jurado Día 36 |
| Latasha "Tasha" Fox 37, San Luis, Misuri             | Luzon          | Aparri               | Solarrion             | 12.da Eliminada 6.to Miembro del jurado Día 33 |
| Jefra Bland 22, Campbellsville, Kentucky             | Solana         | Solana               | Solarrion             | 11.ra Eliminada 5.to Miembro del jurado Día 30 |
| Jeremiah Wood 34, Dobson, North Carolina             | Solana         | Aparri               | Solarrion             | 10.mo Eliminado 4.to Miembro del jurado Día 28 |
| LJ McKanas 34, Boston, Massachusetts                 | Solana         | Solana               | Solarrion             | 9.no Eliminado 3.er Miembro del jurado Día 25  |
| Morgan McLeod 21, San Jose, California               | Solana         | Aparri               | Solarrion             | 8.va Eliminada 2.da Miembro del jurado Día 22  |
| Sarah Lacina 29, Cedar Rapids, Iowa                  | Aparri         | Aparri               | Solarrion             | 7.ma Eliminada 1.er Miembro del jurado Día 19  |
| Alexis Maxwell 21, Addison, Illinois                 | Solana         | Aparri               |                       | 6.ta Eliminada Día 17                          |
| Lindsey Ogle 29, Kokomo, Indiana                     | Aparri         | Solana               | Abandona Día 14       |                                                |
| Cliff Robinson ✟ 46, Newark, New Jersey              | Aparri         | Solana               | 5.to Eliminado Día 14 |                                                |
| J'Tia Taylor 31, Chicago, Illinois                   | Luzon          |                      | 4.ta Eliminada Día 11 |                                                |
| Brice Johnston 27, Philadelphia, Pennsylvania        | Solana         | 3.er Eliminado Día 8 |                       |                                                |
| Garrett Adelstein 27, Santa Mónica, California       | Luzon          | 2.do Eliminado Día 6 |                       |                                                |
| David Samson 45, Plantation, Florida                 | Luzon          | 1.er Eliminado Día 3 |                       |                                                |

## Desarrollo
| Título del episodio                 | Fecha de emisión      | Ganadores de los desafíos            | Ganadores de los desafíos | Eliminados      | Final                                          |
| Título del episodio                 | Fecha de emisión      | Recompensa                           | Inmunidad                 | Eliminados      | Final                                          |
| ----------------------------------- | --------------------- | ------------------------------------ | ------------------------- | --------------- | ---------------------------------------------- |
| "Hot Girl With a Grudge"            | 26 de febrero de 2014 | Solana                               | Solana                    | David           | 1.er Eliminado Día 3                           |
| "Hot Girl With a Grudge"            | 26 de febrero de 2014 | Aparri                               |                           | David           | 1.er Eliminado Día 3                           |
| "Hot Girl With a Grudge"            | 26 de febrero de 2014 | Aparri                               | Aparri                    | Garrett         | 2.do Eliminado Día 6                           |
| "Hot Girl With a Grudge"            | 26 de febrero de 2014 | Solana                               |                           | Garrett         | 2.do Eliminado Día 6                           |
| "Cops-R-Us"                         | 5 de marzo de 2014    | Aparri                               | Aparri                    | Brice           | 3.er Eliminado Día 8                           |
| "Cops-R-Us"                         | 5 de marzo de 2014    | Luzon                                |                           | Brice           | 3.er Eliminado Día 8                           |
| "Our Time to Shine"                 | 12 de marzo de 2014   | Solana                               | Solana                    | J'Tia           | 4.ta Eliminada Día 11                          |
| "Our Time to Shine"                 | 12 de marzo de 2014   | Aparri                               | Aparri                    | J'Tia           | 4.ta Eliminada Día 11                          |
| "Odd One Out"                       | 19 de marzo de 2014   | Solana                               | Aparri                    | Cliff           | 5.to Eliminado Día 14                          |
| "We Found Our Zombies"              | 26 de marzo de 2014   | Solana                               | Solana                    | Lindsey         | Abandona Día 14                                |
| "We Found Our Zombies"              | 26 de marzo de 2014   | Solana                               | Solana                    | Alexis          | 6.ta Eliminada Día 17                          |
| "Head of the Snake"                 | 2 de abril de 2014    | No                                   | Woo                       | Sarah           | 7.ma Eliminada 1.er Miembro del jurado Día 19  |
| "Mad Treasure Hunt"                 | 9 de abril de 2014    | Jefra, Jeremiah, LJ, Morgan, Spencer | Spencer                   | Morgan          | 8.va Eliminada 2.da Miembro del jurado Día 22  |
| "Bag of Tricks"                     | 16 de abril de 2014   | Jeremiah, Spencer, Tony              | Tasha                     | LJ              | 9.no Eliminado 3.er Miembro del jurado Día 25  |
| "Sitting In My Spy Shack"           | 23 de abril de 2014   | Jefra, Jeremiah, Spencer, Tasha      | Tasha                     | Jeremiah        | 10.mo Eliminado 4.to Miembro del jurado Día 28 |
| "Chaos Is My Friend"                | 30 de abril de 2014   | Survivor Auction                     | Tasha                     | Jefra           | 11.ra Eliminada 5.to Miembro del jurado Día 30 |
| "Havoc to Wreak"                    | 7 de mayo de 2014     | Kass, Spencer, Woo                   | Spencer                   | Tasha           | 12.da Eliminada 6.to Miembro del jurado Día 33 |
| "Straw That Broke The Camel's Back" | 14 de mayo de 2014    | Tony [Trish]                         | Spencer                   | Trish           | 13.ra Eliminada 7.mo Miembro del jurado Día 36 |
| "It's Do or Die"                    | 21 de mayo de 2014    | No                                   | Kass                      | Spencer         | 14.to Eliminado 8.vo Miembro del jurado Día 37 |
| "It's Do or Die"                    | 21 de mayo de 2014    | No                                   | Woo                       | Kass            | 15.ta Eliminada 9.no Miembro del jurado Día 38 |
| "Reunion"                           | 21 de mayo de 2014    |                                      |                           | Voto del jurado | Voto del jurado                                |
| "Reunion"                           | 21 de mayo de 2014    | Woo                                  | 2.° Lugar                 |                 |                                                |
| "Reunion"                           | 21 de mayo de 2014    | Tony                                 | Único Sobreviviente       |                 |                                                |

Notas
1. 1 2 3 4 5 6  Recompensa combinada con el desafío de inmunidad.

## Votos del «Consejo Tribal»
| Episodio #: | 1     | 1       | 2      | 2     | 3       | 4     | 5        | 5        | 6     | 7      | 8        | 9        | 10      | 11    | 12    | 13      | 13    |  |  |  |  |  |  |  |  |  |  |  |  |  |  |  |  |  |  |
| Eliminados: | David | Garrett | Empate | Brice | J'Tia   | Cliff | Lindsey  | Alexis   | Sarah | Morgan | LJ       | Jeremiah | Jefra   | Tasha | Trish | Spencer | Kass  |  |  |  |  |  |  |  |  |  |  |  |  |  |  |  |  |  |  |
| Votos:      | 4–2   | 3–2     | 2-2-2  | 3-0-0 | 3–1     | 4-3   | Abandono | 6-1      | 6-5   | 6-4    | 5-3-1    | 5-3      | 4-3     | 4-1-1 | 4-1   | 3-1     | 1-0   |  |  |  |  |  |  |  |  |  |  |  |  |  |  |  |  |  |  |
| Concursante | Votos | Votos   | Votos  | Votos | Votos   | Votos | Votos    | Votos    | Votos | Votos  | Votos    | Votos    | Votos   | Votos | Votos | Votos   | Votos |  |  |  |  |  |  |  |  |  |  |  |  |  |  |  |  |  |  |
| Tony        |       |         |        |       |         | Cliff |          |          | Sarah | Morgan | LJ       | Jeremiah | Jefra   | Tasha | Trish | Spencer |       |  |  |  |  |  |  |  |  |  |  |  |  |  |  |  |  |  |  |
| Woo         |       |         |        |       |         | LJ    |          |          | Sarah | Morgan | LJ       | Jeremiah | Jefra   | Tasha | Trish | Spencer | Kass  |  |  |  |  |  |  |  |  |  |  |  |  |  |  |  |  |  |  |
| Kass        | J'Tia | Garrett |        |       | J'Tia   |       |          | Alexis   | Sarah | Morgan | Jeremiah | Jeremiah | Spencer | Tasha | Trish | Spencer |       |  |  |  |  |  |  |  |  |  |  |  |  |  |  |  |  |  |  |
| Spencer     | David | J'Tia   |        |       | J'Tia   |       |          | Alexis   | Jefra | Tony   | LJ       | Woo      | Jefra   | Tony  | Trish | Woo     |       |  |  |  |  |  |  |  |  |  |  |  |  |  |  |  |  |  |  |
| Trish       |       |         |        |       |         | Cliff |          |          | Sarah | Morgan | Jeremiah | Jeremiah | Spencer | Tasha | Kass  |         |       |  |  |  |  |  |  |  |  |  |  |  |  |  |  |  |  |  |  |
| Tasha       | David | Garrett |        |       | J'Tia   |       |          | Alexis   | Jefra | Tony   | LJ       | Woo      | Jefra   | Trish |       |         |       |  |  |  |  |  |  |  |  |  |  |  |  |  |  |  |  |  |  |
| Jefra       |       |         | Brice  | Brice |         | Cliff |          |          | Sarah | Morgan | Jeremiah | Jeremiah | Spencer |       |       |         |       |  |  |  |  |  |  |  |  |  |  |  |  |  |  |  |  |  |  |
| Jeremiah    |       |         | Morgan | Brice |         |       |          | Alexis   | Jefra | Tony   | LJ       | Woo      |         |       |       |         |       |  |  |  |  |  |  |  |  |  |  |  |  |  |  |  |  |  |  |
| LJ          |       |         | Morgan | Brice |         | Cliff |          |          | Sarah | Morgan | Spencer  |          |         |       |       |         |       |  |  |  |  |  |  |  |  |  |  |  |  |  |  |  |  |  |  |
| Morgan      |       |         | Alexis | No    |         |       |          | Alexis   | Jefra | Tony   |          |          |         |       |       |         |       |  |  |  |  |  |  |  |  |  |  |  |  |  |  |  |  |  |  |
| Sarah       |       |         |        |       |         |       |          | Alexis   | Jefra |        |          |          |         |       |       |         |       |  |  |  |  |  |  |  |  |  |  |  |  |  |  |  |  |  |  |
| Alexis      |       |         | Brice  | No    |         |       |          | Jeremiah |       |        |          |          |         |       |       |         |       |  |  |  |  |  |  |  |  |  |  |  |  |  |  |  |  |  |  |
| Lindsey     |       |         |        |       |         | LJ    |          |          |       |        |          |          |         |       |       |         |       |  |  |  |  |  |  |  |  |  |  |  |  |  |  |  |  |  |  |
| Cliff       |       |         |        |       |         | LJ    |          |          |       |        |          |          |         |       |       |         |       |  |  |  |  |  |  |  |  |  |  |  |  |  |  |  |  |  |  |
| J'Tia       | David | Garrett |        |       | Spencer |       |          |          |       |        |          |          |         |       |       |         |       |  |  |  |  |  |  |  |  |  |  |  |  |  |  |  |  |  |  |
| Brice       |       |         | Alexis | No    |         |       |          |          |       |        |          |          |         |       |       |         |       |  |  |  |  |  |  |  |  |  |  |  |  |  |  |  |  |  |  |
| Garrett     | David | J'Tia   |        |       |         |       |          |          |       |        |          |          |         |       |       |         |       |  |  |  |  |  |  |  |  |  |  |  |  |  |  |  |  |  |  |
| David       | J'Tia |         |        |       |         |       |          |          |       |        |          |          |         |       |       |         |       |  |  |  |  |  |  |  |  |  |  |  |  |  |  |  |  |  |  |

| Votos del jurado | Votos del jurado | Votos del jurado | Votos del jurado |
| Episodio #       | 14               | 14               | 14               |
| ---------------- | ---------------- | ---------------- | ---------------- |
| Día #            | 39               | 39               | 39               |
| Finalistas       | Woo              | Tony             |                  |
| Votos            | 8-1              | 8-1              |                  |
|                  |                  |                  |                  |
| Jurado           | Voto             | Voto             | Voto             |
| Kass             |                  | Tony             |                  |
| Spencer          |                  | Tony             |                  |
| Trish            |                  | Tony             |                  |
| Tasha            | Woo              |                  |                  |
| Jefra            |                  | Tony             |                  |
| Jeremiah         |                  | Tony             |                  |
| LJ               |                  | Tony             |                  |
| Morgan           |                  | Tony             |                  |
| Sarah            |                  | Tony             |                  |